# Legión Nauvoo

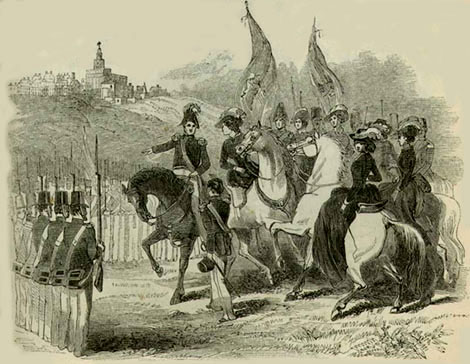
Joseph Smith y la Legión Nauvoo

La Legión Nauvoo es el nombre de una milicia creada en el siglo XIX por Joseph Smith, fundador del Movimiento de los Santos de los Últimos Días, para defender la ciudad de Nauvoo, Illinois.
Huyendo de las persecuciones religiosas, los Santos de los Últimos Días fundaron en 1839 la ciudad de Nauvoo, en Misisipi.

## Historia
Para ganarse el favor político de la comunidad mormona, la legislatura estatal de Illinois garantizó a Nauvoo diversas concesiones, que entre otras cosas, hicieron posible que la legión de Nauvoo gozara de cierta independencia. Dirigida por Joseph Smith, fundador del movimiento de los Santos de los Últimos Días y alcalde de Nauvoo, la Legión se convirtió rápidamente en la más formidable concentración de poder militar en el oeste americano. En 1844, después de la controversial clausura de un periódico de Nauvoo por parte del Concejo de la ciudad, crítico de Smith y las políticas de su iglesia, Smith movilizó a la Legión y declaró la ley marcial.[cita requerida] Arrestado por traición, Smith fue asesinado por una turba antes de que la Legión pudiese acudir en su ayuda. Poco después, la carta de Nauvoo fue revocada, y la Legión de Nauvoo perdió su nombramiento oficial como brazo de la milicia de Illinois.
Después de la muerte de Smith, las ahora ilegales tropas de la Legión Nauvoo continuaron operando bajo el mando de Brigham Young, líder de la mayor facción del movimiento, La Iglesia de Jesucristo de los Santos de los Últimos Días (Iglesia SUD). Young llevó a su pueblo a lo que más tarde se convertiría en el Territorio de Utah. Se conservó su nombre hasta después del éxodo de Nauvoo. La Legión efectivamente se convirtió en parte del brazo militar de la iglesia. Fue movilizada en contra de la Armada de los Estados Unidos durante la Guerra de Utah, y el batallón sur de la Legión de Utah fue el responsable de la masacre de Mountain Meadows. más tarde, fue disuelta definitivamente para 1887 como parte de la Ley Edmunds-Tucker, desautorizando totalmente a la iglesia mormona, debido a su práctica de la poligamia.

## En Utah
Algunos legionarios luego sirvieron en el Batallón mormón de 500 hombres para el gobierno de los Estados Unidos en 1846 como parte de su campaña en contra de México. Sin embargo, la Legión Nauvoo resurgió poco después de que Brigham Young llevó a la primera caravana de mormones a Utah, entonces llamada Deseret, en 1847. Bajo la ley territorial, la Legión Nauvoo se convirtió en la Milicia de Tropas Territoriales en 1852, aunque conservó su nombre.
En 1849 la legión entra en conflicto con los nativos americanos del condado de Utah, batallas como el ataque en Battle Creek, Utah, presagiaban la guerra suscitada en 1853-1854 entre la Legión Nauvoo y los indios dirigidos por el Jefe Walkara («Walker»). Veinte soldados y muchos más nativos americanos murieron en la guerra de Walker.
La Legión fue utilizada de nuevo en la llamada «Guerra de Utah» contra las tropas federales de Utah desde 1857 hasta 1858.
Al comienzo de este conflicto hubo un período de gran tensión. En septiembre de 1857 el coronel William Dame ordenó una brigada formada a partir de los cuatro batallones del décimo regimiento de la Legión de Nauvoo (la Brigada de Hierro), que en última instancia, llevaron a cabo la masacre de Mountain Meadows donde más de 120 inmigrantes de Arkansas que viajaban el sur de Utah fueron asesinados.
Después de este conflicto, el gobierno federal nombró un gobernador para el territorio de Utah, y la Legión de Nauvoo dejó de existir, supuestamente por orden del gobernador. Sin embargo, se conoce ampliamente que la Legión fue más obediente a sus líderes mormones que a los funcionarios públicos legalmente nombrados.
Durante la guerra civil americana, dos unidades de la Legión de Nauvoo se reorganizaron por el gobierno de los Estados Unidos para proteger el correo y líneas telegráficas.
La aparición final de la Legión fue durante la guerra de Halcón Negro de 1865 a 1868, cuando más de 2500 soldados fueron enviados contra los indios dirigidos por Antonga Halcón Negro. En 1870 el gobernador de Utah Territorial, J. Wilson Shaffer obligó a la Legión a permanecer inactiva a menos que se le ordene lo contrario. Tropas federales fueron enviadas en respuesta al Ghost Dance de 1870 para garantizar las órdenes de Shaffer. La Legión Nauvoo nunca volvió a reunirse, y el 1887 la ley Edmunds-Tucker las disolvió de forma permanente. En 1894 la Guardia Nacional de Utah fue organizada como la milicia oficial del estado de Utah.